# Zimna Woda (přítok Utraty)
Zimna Woda je řeka v Polsku nacházející se v Mazovském vojvodství, levý přítok Utraty. V Helenowě, na předměstích Pruszkówa tvoří Rybníky Helenów. V Kotowicích (okres Pruszków) splývá s Rokitnicí a potom ústí do Utraty.
Podél Zimní Wody v jejím středním toku se vyskytují komplexy luk, jejichž šířka činí téměř 1 km, a také lesy a shluky stromů. Tato území mají velkou přírodní hodnotu.
Obce nad Zimnou Wodou:
- Rusiec
- Nadarzyn
- Strzeniówka
- Parzniew
- Brwinów (severní okraj města)
- Kotowice.